# Enter Sandwich
Enter Sandwich è il sesto album in studio del gruppo musicale italiano di musica elettronica Pop X, pubblicato nel 2021 da Bomba Dischi e distribuito da Universal Music Italia.

## Tracce
1. Il mio cuore è occupato – 3:15
2. AIDTS (feat. Iioana) – 3:50
3. Porcoaltreove – 3:38
4. Moleikofta – 3:10
5. Sabbia – 2:35
6. Semivulgar (feat. Iioana) – 1:57
7. Solonoi – 3:17
8. 2006 (feat. Iioana) – 3:41
9. Oja (feat. Iioana) – 5:41
10. Anemone (feat. Iioana) – 5:37
11. Scopamigo – 2:52
12. Chiappedimaiale – 2:46

## Formazione
Musicisti
- Davide Panizza – voce, sintetizzatore
- Iioana – voce

Produzione
- Davide Panizza – programmazione, arrangiamento